# Leonid Kinskey
Leonid Kinskey (Hacia 1894 o 18 de abril de 1903 – 8 de septiembre de 1998) fue un actor cinematográfico y televisivo de origen ruso, aunque desarrolló su carrera artística en los Estados Unidos. Kinskey fue sobre todo conocido por su papel de Sascha en el film Casablanca (1942).

## Biografía
Nacido en San Petersburgo, Imperio Ruso, inició su carrera como mimo en varios teatros de la Rusia imperial a mediados de los años 1910. En 1921 dejó Rusia y emigró a Alemania. Actuó en diferentes teatros de Europa y Suramérica antes de llegar a Nueva York procedente de Río de Janeiro, Brasil, en enero de 1924. Se sumó a la producción itinerante del musical de Al Jolson Wonder Bar, y en 1926 debutó en la película muda The Great Depression, aunque sus escenas fueron eliminadas. Después actuó en Un ladrón en la alcoba (1932). Su aspecto físico y su acento le facilitaron diferentes papeles de reparto, uno de ellos el de agitador de Sylvania en la película de los Hermanos Marx Duck Soup (1933). Él explicó a Aljean Harmetz, autor de Round Up the Usual Suspects: The Making of Casablanca, que fue escogido para hacer su mejor papel, el de Sascha en Casablanca, por ser el compañero de bebida de la estrella Humphrey Bogart. Habría reemplazado a Leo Mostovoy por no ser este último suficientemente divertido.
Kinskey actuó en episodios de no menos de tres docenas de series televisivas entre los años 1950 y comienzos de los 1970. Su primera actuación para la pequeña pantalla tuvo lugar en 1954 en la serie Passport to Danger, actuando después en The Spike Jones Show  y Lux Video Theater. En 1962 interpretó a un dignatario de la Unión Soviética (con la mayor parte de su diálogo en ruso) en el capítulo "The Good Will Tour", perteneciente a la sitcom The Real McCoys. En 1965 Kinskey fue elegido para participar en el episodio piloto de la serie Hogan's Heroes, interpretando a otro personaje soviético, soldado aliado y prisionero de guerra. Sin embargo, decidió no sumarse al reparto de la serie pues "no se encontraba a gusto actuando con personas vestidas con uniforme Nazi". Sus últimos papeles televisivos llegaron en 1971, como profesor en Mayberry R.F.D., un empleado de funeraria en O'Hara, U.S. Treasury, y un carnicero en la sitcom The Chicago Teddy Bears.
Kinskey se casó tres veces. Su primer matrimonio, entre 1930 y 1939, año de la muerte de ella, fue con Josephine o Sonja Zossia Tankus (1901 o 1902–1939). Su segunda esposa fue la actriz Iphigenie Castiglioni (1895–1963), con la que se casó en 1943, permaneciendo juntos hasta la muerte de ella en 1963. Después se casó con Tina York (nacida en 1941, y casi cuatro décadas más joven) en 1985. Permanecieron juntos hasta 1998, cuando, a los 95 años de edad, Kinskey falleció en Fountain Hills, Arizona, a causa de complicaciones surgidas tras sufrir un accidente cerebrovascular.

## Filmografía
- 1932 : The Big Broadcast
- 1932 : Un ladrón en la alcoba
- 1933 : Storm at Daybreak
- 1933 : Duck Soup
- 1933 : Girl Without a Room
- 1934 : El gato y el violín
- 1934 : El enemigo público número uno
- 1934 : Change of Heart
- 1934 : Strictly Dynamite
- 1934 : Hollywood Party
- 1934 : Fugitive Road
- 1934 : Straight Is the Way
- 1934 : The Merry Widow
- 1934 : Marie Galante
- 1934 : We Live Again
- 1935 : The Lives of a Bengal Lancer
- 1935 : The Gilded Lily
- 1935 : Les Misérables
- 1935 : Goin' to Town
- 1935 : I Live My Life
- 1935 : Peter Ibbetson
- 1936 : Three Godfathers
- 1936 : The Road to Glory
- 1936 : Rhythm on the Range
- 1936 : A Son Comes Home
- 1936 : The General Died at Dawn
- 1936 : The Big Broadcast of 1937
- 1936 : The Garden of Allah
- 1936 : Love on the Run
- 1937 : We're on the Jury
- 1937 : Espionage
- 1937 : Maytime
- 1937 : The Woman I Love
- 1937 : Cafe Metropole
- 1937 : The Girl from Scotland Yard
- 1937 : Married Before Breakfast
- 1937 : Meet the Boyfriend
- 1937 : Make a Wish
- 1937 : One Hundred Men and a Girl
- 1937 : The Sheik Steps Out
- 1937 : My Dear Miss Aldrich
- 1937 : Nothing Sacred
- 1937 : Wise Girl
- 1938 : Outside of Paradise
- 1938 : The Big Broadcast of 1938
- 1938 : A Trip to Paris
- 1938 : Three Blind Mice
- 1938 : Professor Beware
- 1938 : Algiers
- 1938 : The Great Waltz
- 1938 : Flirting with Fate
- 1939 : The Story of Vernon and Irene Castle
- 1939 : Exile Express
- 1939 : The Spellbinder
- 1939 : On Your Toes
- 1939 : Day-Time Wife
- 1939 : Everything Happens at Night
- 1940 : He Stayed for Breakfast
- 1940 : Down Argentine Way
- 1941 : So Ends Our Night
- 1941 : That Night in Rio
- 1941 : Broadway Limited
- 1941 : A La Habana me voy
- 1941 : Bola de fuego
- 1942 : Lady for a Night
- 1942 : Brooklyn Orchid
- 1942 : I Married an Angel
- 1942 : The Talk of the Town
- 1942 : Reportaje sensacional (Somewhere I'll find you)
- 1942 : Casablanca
- 1943 : Cinderella Swings It
- 1943 : Let's Have Fun
- 1943 : El circo
- 1943 : Presenting Lily Mars
- 1943 : Gildersleeve on Broadway
- 1944 : Five Were Chosen
- 1944 : The Fighting Seabees
- 1944 : That's My Baby!
- 1944 : Can't Help Singing
- 1946 : Monsieur Beaucaire
- 1949 : Alimony
- 1949 : The Great Sinner
- 1950 : Nancy Goes to Rio
- 1951 : Honeychile
- 1952 : Gobs and Gals
- 1955 : El hombre del brazo de oro
- 1956 : Glory
- 1957 : The Helen Morgan Story